# オティリー・カフカ

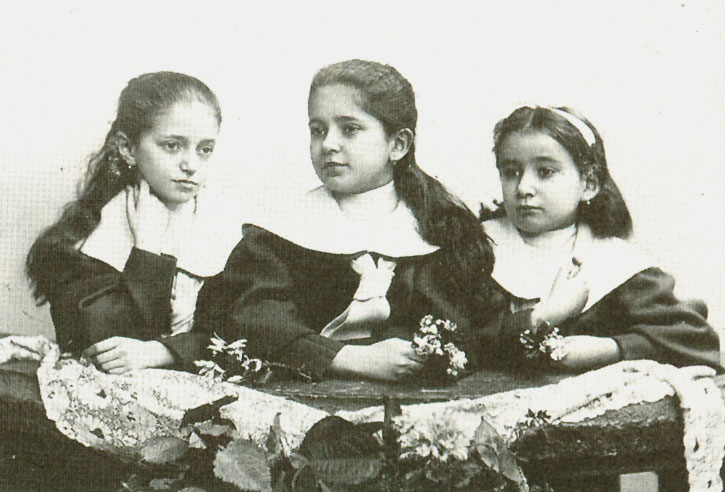
幼少時のカフカ姉妹。左からエリ、ヴァリー、オティリー

オティリー・カフカ（Ottilie Kafka、1892年10月29日 - 1943年）は、プラハ出身のユダヤ人女性。ホロコースト犠牲者である。「オットラ」の愛称で知られる。作家フランツ・カフカの妹であり、兄妹のなかでもっとも彼と親しかった。

## 生涯
1892年、プラハの小間物商ヘルマン・カフカとその妻ユーリエとの間の末子として生まれる。オティリーには兄フランツ・カフカのほかに、エリ（1889年 - ）、ヴァリー（1890年 - ）の2人の姉がいた。幼い頃は姉妹で固まって過ごすことが多く、このため幼少期のフランツは孤独な思いを味わったが、姉妹のうちでは唯一、父ヘルマンに反抗することがあり、このこともあって後にフランツ・カフカの最も信頼する人物のひとりとなった。
オティリーは当初、父ヘルマンの店を手伝っていたが、兄フランツの薦めもあり20代半ばになって農場経営を学んだ。彼女が農地を借りた小村チェーラウには、1917年、肺結核を病んだフランツ・カフカが療養のために滞在しており、ここでの田舎生活がのちに彼の長編小説『城』に反映されることになった。
1920年、オティリーは両親の反対を押し切り、チェコ人のキリスト教徒で郵便局に勤めていたヨーゼフ・ダヴィトと結婚し、その後は夫の父親の農場経営に携わっていた。彼女はダヴィトとの間に二女をもうけたが、ナチス・ドイツによってオーストリアが併合された際、非ユダヤ人である夫のキャリアを傷つけないように彼と離婚した。1943年、オティリーはアウシュビッツに連行されていく子供たちの付き添いを申し出、間もなくここで殺害された。エリとヴァリーはそれぞれの家族とともにウッチ・ゲットー（現ポーランド領。当時はドイツ領）に追放され、そこで命を落とした。